# Балезино (станция)
Балезино́ — станция стыкования переменного и постоянного токов, расположенная на участке Киров — Пермь Транссиба Горьковской железной дороги в одноимённом посёлке.  
На Киров электрифицирована переменным током, на Пермь постоянным. В перспективе планируется строительство третьего пути до станции Пермь-2 и Нижний Тагил, но под переменным током (Балезино — Пибаньшур — Пермь — Соликамск, Соликамск — Европейская — Нижний Тагил, Нижний Тагил — Серов — Покровск-Уральский и Нижний Тагил — Алапаевск — Егоршино, выход с участка Егоршино — Богданович), который будет электрифицирован от Ижевска.
Используемый подвижной состав: ЧС4Т, ВЛ60, ВЛ80, ЭД9М, ЭД9Т, ЭД4М, ЭД2Т, ЭР2Т, ЧС2, ВЛ11, ЭП2К, ЭП1М, 2ЭС6, 2ЭС10, ЧМЭ3, 2ТЭ10, 3ТЭ10, ТЭП70, М62.

## История

### Создание станции
Создание станции Балезино связано со строительством Пермь-Котласской железной дороги, которое началось в 1895 году. Интересно, что на этой дороге станции Балезино могло и не оказаться, поскольку в ходе проектно-изыскательных работ для прокладки пути из Вятки в Пермь было предложено 2 возможных маршрута: Кильмезский по водоразделу рек Чепца и Кильмезь и Чепецкий по левому берегу реки Чепцы через Глазов. Первоначально работы начались по первому варианту трассы, проходившему южнее Балезино, но весной 1896 года все работы здесь были остановлены. Глазовское земство добивалось прохождения дороги через свой город, в связи с чем были назначены новые изыскания. В результате, в ноябре 1896 года маршрут железной дороги был изменён на ныне существующий.
В 1897 году на левом берегу Чепцы возле удмуртской деревни Извиль началось строительство станции. Выбрано место было не случайно: оно располагалось на одинаковом расстоянии от станций Зуевка и Верещагино, где находились ближайшие паровозные депо. Такое местоположение было оптимальным для размещения пункта смены локомотивов и обслуживающих бригад, заправки поездов топливом и водой. В течение года в выбранном месте были возведены оборотное депо, вокзал, водонапорная башня и различные служебные постройки. 29 октября (10 ноября) 1898 года по только что построенной станции прошёл первый поезд. Станция получила имя Балезино по расположенному на правом берегу Чепцы старинному селу. Первоначально на станции работали 3 телеграфиста, 2 дежурных и 2 составителя. Первым начальником станции стал Пётр Даньшин, начальником паровозного депо Хропин. К 1913 году численность работников станции составила 86 человек.

### Советский период
В 1917 году станция насчитывала пять путей. В то время её работу обеспечивали 4 дежурных, четверо сцепщиков, 4 составителя поездов и 12 стрелочников. В конце января 1918 года в Балезине была установлена советская власть, были созданы совет и отряд рабочей милиции. Они организовали работу станции и охрану путевого хозяйства. Начальник станции П. Даньшин во время этих событий скрылся в неизвестном направлении.
Во время Гражданской войны 3 июня 1919 года станцию захватили колчаковские войска, но уже 13 июня под натиском Красной армии они оставили Балезино. Перед отступлением белогвардейцами были выведены из строя почти все станционные механизмы, поэтому по окончании боевых действий на станции сразу начались восстановительные работы.
В годы первых пятилеток возросший поток грузов потребовал увеличения пропускной способности станции, в связи с чем началась её реконструкция. В результате станция значительно расширилась: были построены новые пути, а существующие удлинены. Заправка локомотивов топливом стала механизированной. Для обслуживания новых паровозов серии ФД было расширено депо.
Незадолго до начала Великой Отечественной войны на линии Киров — Балезино — Пермь началась укладка вторых путей, которая продолжалась в тяжёлые военные годы. Ответственный труд железнодорожников по обработке составов обеспечил слаженную работу станции во время войны. Не было допущено ни одной задержки поездов. В эти же годы многие балезинцы самоотверженно трудились на строительстве необходимой для фронта железной дороги Ижевск — Балезино, призванной соединить кратчайшим путём Казанскую и Пермскую железные дороги.
В 1958 году на станции Балезино впервые в СССР, была введена в строй электрическая централизация стрелок. Перегоны были оборудованы автоблокировкой. Эти меры позволили оптимизировать движение поездов, повысить его безопасность и существенно сократить штат стрелочников.
В 1962 году станция была электрифицирована постоянным током в сторону Перми. В 1964 году была проведена электрификация на Киров переменным током. Так, за два года Балезино превратилось в станцию стыкования. Для увеличения пропускной способности в связи с ростом грузопотока на станции вскоре был построен дополнительный приёмоотправительный парк  Восточный.
В 1983 году для обеспечения сцепки длинных тяжеловесных составов между Восточным и Западным парками был проложен специальный путь. В конце 1980-х годов вместо старого деревянного здания станции для пассажиров был открыт новый железобетонный вокзал.

### Современность
В 2013 году был проведён капитальный ремонт вокзала станции.
В ноябре 2017 года на станции стартовал социокультурный проект «Балезино. Точка мира», в ходе которого пассажиров проходящих через станцию поездов стали знакомить с Удмуртией, Балезинским районом, культурой и традициями проживающих здесь народов. В апреле 2018 года в рамках этого проекта в здании вокзала открылась сувенирная лавка, в которой гости станции могут приобрести работы мастеров Балезинского и Красногорского домов ремёсел.
В апреле 2019 года в Восточном парке станции были введены в эксплуатацию новые пути (13-й и 14-й), рассчитанные на приём грузовых составов длиной до ста вагонов.

## Дальнее следование по станции
По графику 2018 года через станцию курсируют следующие круглогодичные и сезонные поезда дальнего следования:
| Круглогодичное обращение поездов | Круглогодичное обращение поездов | Круглогодичное обращение поездов | Круглогодичное обращение поездов |
| № поезда                         | Маршрут движения                 | № поезда                         | Маршрут движения                 |
| -------------------------------- | -------------------------------- | -------------------------------- | -------------------------------- |
| 1 «Россия»                       | Владивосток — Москва             | 2 «Россия»                       | Москва — Владивосток             |
| 3                                | Пекин — Москва                   | 4                                | Москва — Пекин                   |
| 5                                | Улан-Батор — Москва              | 6                                | Москва — Улан-Батор              |
| 7 «Кама»                         | Пермь — Москва                   | 8 «Кама»                         | Москва — Пермь                   |
| 11 «Ямал»                        | Новый Уренгой — Москва           | 12 «Ямал»                        | Москва — Новый Уренгой           |
| 13 «Новокузнецк»                 | Новокузнецк — Санкт-Петербург    | 14 «Новокузнецк»                 | Санкт-Петербург — Новокузнецк    |
| 19 «Восток»                      | Пекин — Москва                   | 20 «Восток»                      | Москва — Пекин                   |
| 37 «Томич»                       | Томск — Москва                   | 38 «Томич»                       | Москва — Томск                   |
| 55 «Енисей»                      | Красноярск — Москва              | 56 «Енисей»                      | Москва — Красноярск              |
| 63                               | Новосибирск — Минск              | 64                               | Минск — Новосибирск              |
| 67                               | Абакан — Москва                  | 68                               | Москва — Абакан                  |
| 69                               | Чита — Москва                    | 70                               | Москва — Чита                    |
| 71 «Демидовский Экспресс»        | Екатеринбург — Санкт-Петербург   | 72 «Демидовский Экспресс»        | Санкт-Петербург — Екатеринбург   |
| 73                               | Тюмень — Санкт-Петербург         | 74                               | Санкт-Петербург — Тюмень         |
| 83 «Северный Урал»               | Приобье — Москва                 | 84 «Северный Урал»               | Москва — Приобье                 |
| 91                               | Северобайкальск — Москва         | 92                               | Москва — Северобайкальск         |
| 99                               | Владивосток — Москва             | 100                              | Москва — Владивосток             |
| 103                              | Новосибирск — Брест              | 104                              | Брест — Новосибирск              |
| 109                              | Новый Уренгой — Москва           | 110                              | Москва — Новый Уренгой           |
| 131                              | Ижевск — Санкт-Петербург         | 132                              | Санкт-Петербург — Ижевск         |
| 145                              | Челябинск — Санкт-Петербург      | 146                              | Санкт-Петербург — Челябинск      |
| 367                              | Кисловодск — Киров               | 368                              | Киров — Кисловодск               |

| Сезонное обращение поездов | Сезонное обращение поездов  | Сезонное обращение поездов | Сезонное обращение поездов  |
| № поезда                   | Маршрут движения            | № поезда                   | Маршрут движения            |
| -------------------------- | --------------------------- | -------------------------- | --------------------------- |
| 191                        | Челябинск — Санкт-Петербург | 192                        | Санкт-Петербург — Челябинск |

## Пригородное следование по станции
Пригородные перевозки по станции Балезино обслуживаются тремя пригородными пассажирскими компаниями: Волго-Вятской ППК (на Киров), Пермской ППК (на Пермь) и «Содружество» (на Ижевск).
| № поезда            | Маршрут движения    | № поезда            | Маршрут движения    |
| ------------------- | ------------------- | ------------------- | ------------------- |
| 6401 6403           | Балезино — Яр       | 6402 6410           | Яр — Балезино       |
| 6456 6880           | Балезино — Ижевск   | 6454 6878           | Ижевск — Балезино   |
| 7152/6004 7156/6010 | Балезино — Пермь II | 7151/6061 6007/7155 | Пермь II — Балезино |

## Фото

Панорама станции
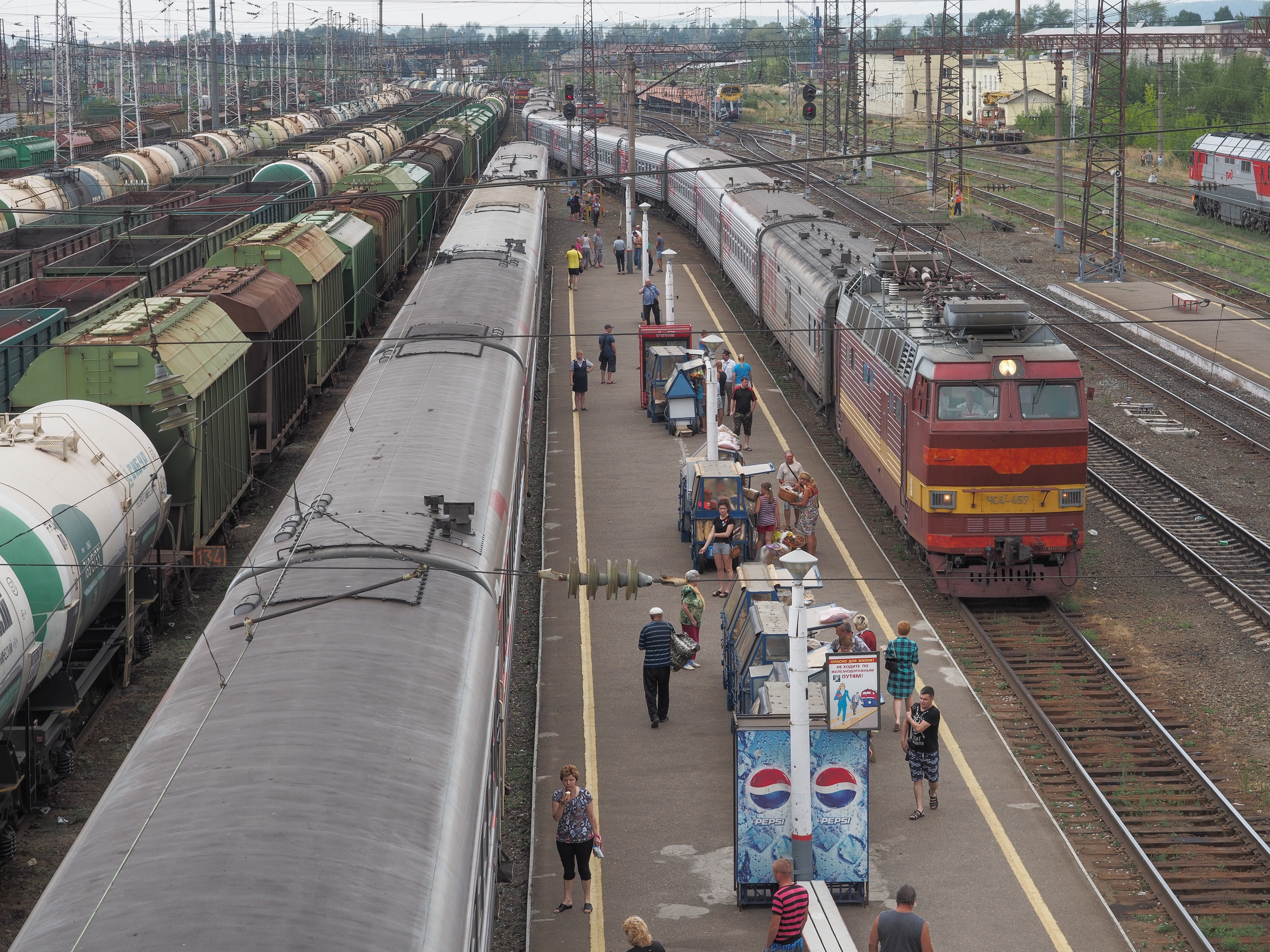
Пассажирские платформы и поезда на станции
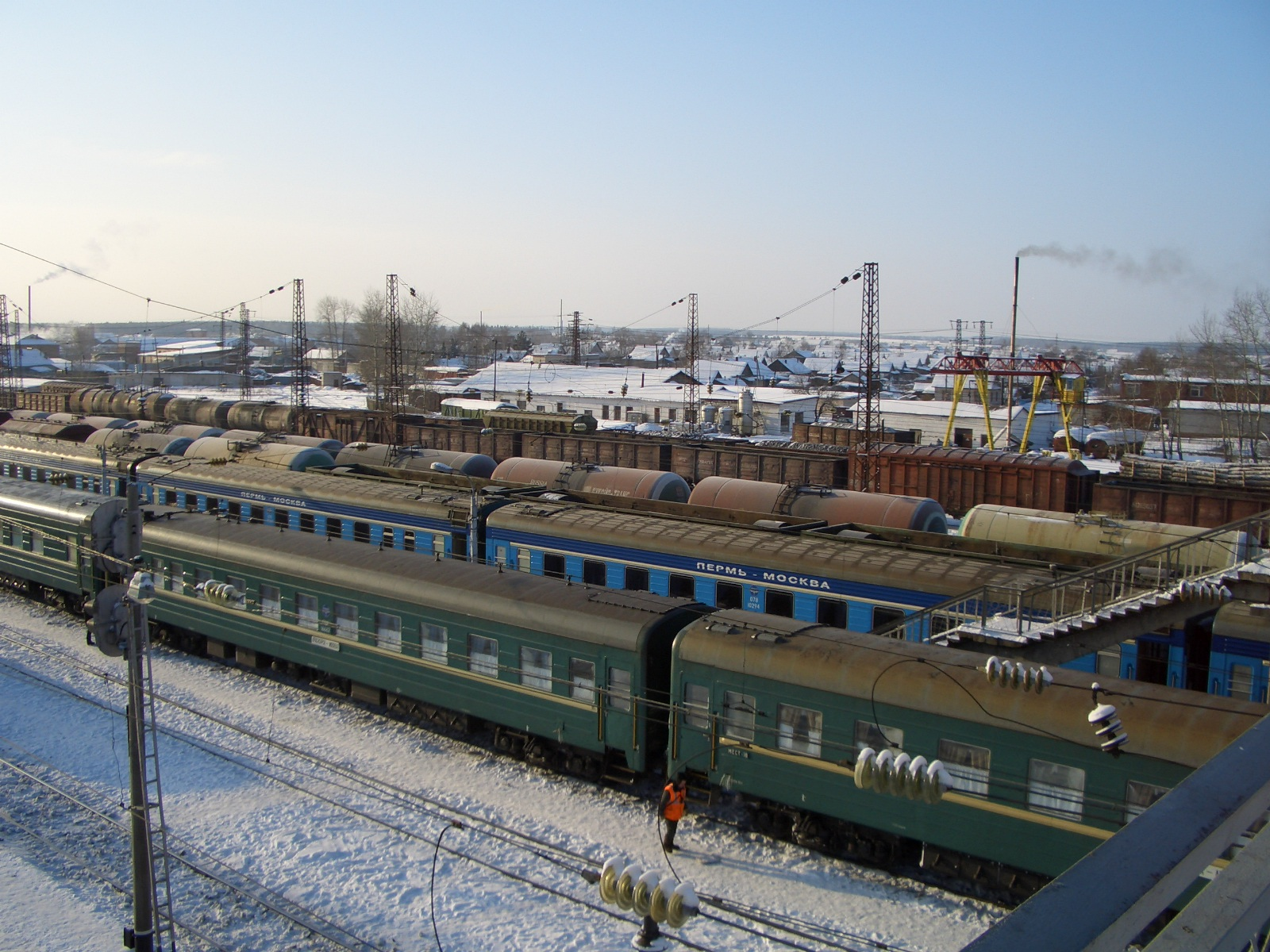
Пассажирские составы на станции
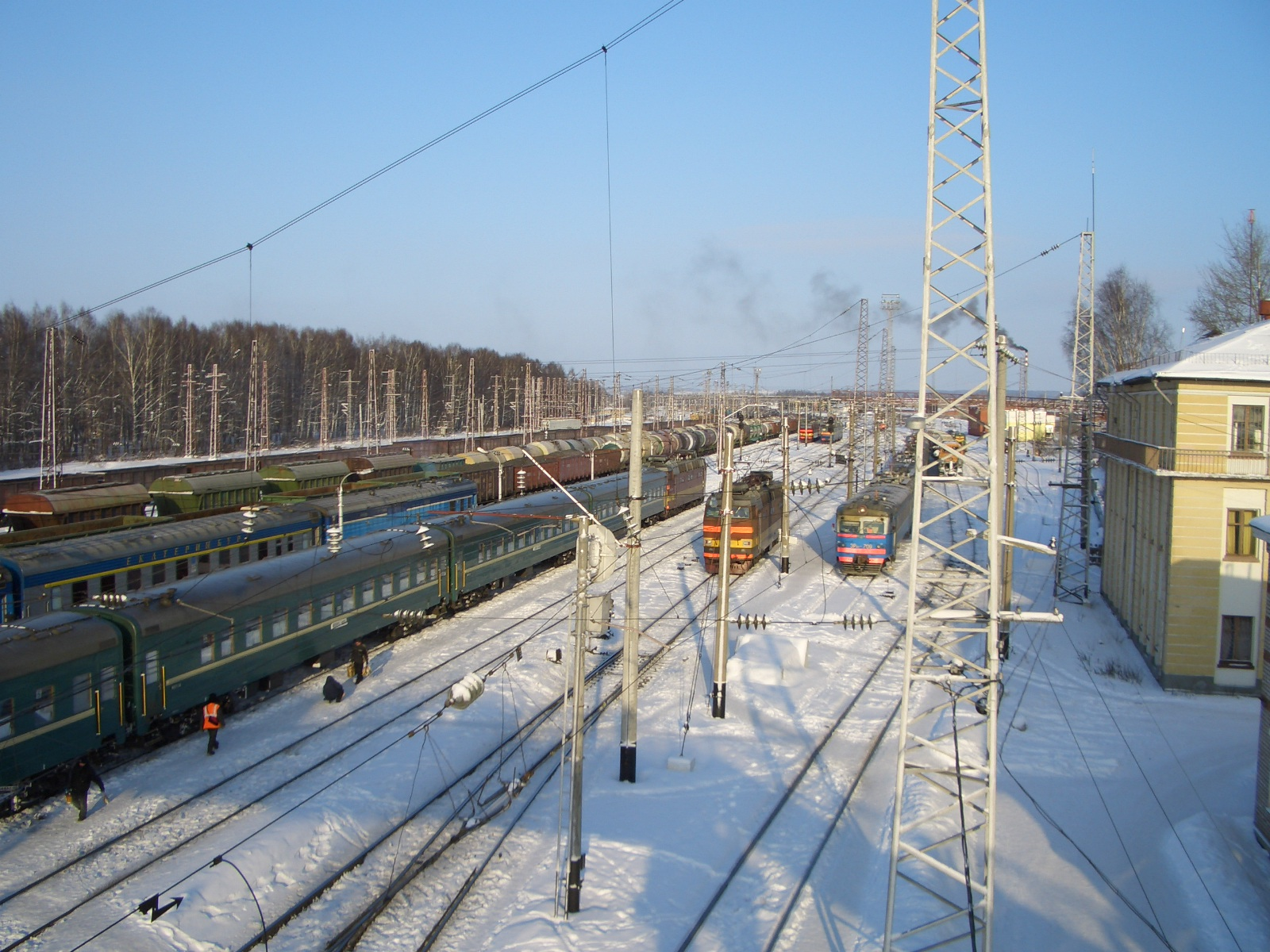
Пути станции